# Heliophanus activus
Heliophanus activus este o specie de păianjeni din genul Heliophanus, familia Salticidae. A fost descrisă pentru prima dată de Blackwall, 1877. Conform Catalogue of Life specia Heliophanus activus nu are subspecii cunoscute.